# Flotilha do Alto Uruguai

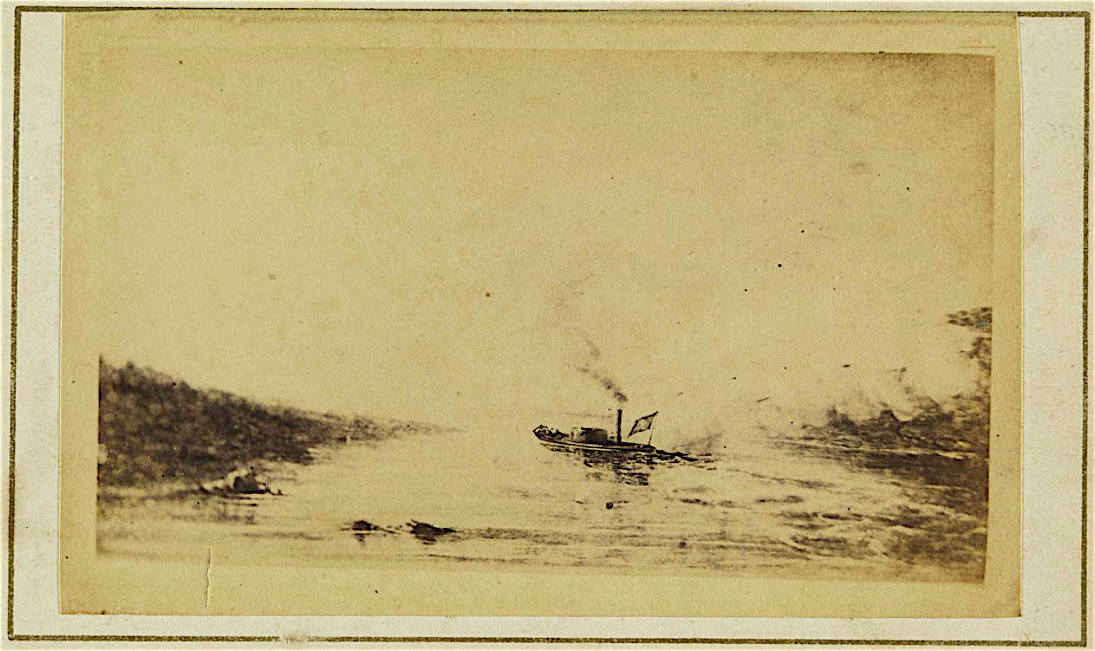
Navio Alagoas

A Flotilha Naval do Alto Uruguai foi uma flotilha sediada em Itaqui e operante no Brasil de 1866 a 1906. Em 1874, envolveu-se no chamado Conflito de Alvear, em que atirou contra a cidade vizinha argentina de Alvear.

## História
A flotilha foi instituída em 1866 pelo Império Brasileiro em Itaqui durante a Guerra do Paraguai, a fim de obstar invasões paraguaias no Rio Grande do Sul. Contava com os monitores Alagoas e Rio Grande, da Classe Pará, além de alguns navios de madeira de menor porte. O comando da flotilha foi brevemente suprimido em 1871, sendo conjugado com o da Flotilha do Rio Grande do Sul. Em 1872, contudo, o baiano de origem polonesa Estanisláo Przewodowski foi nomeado comandante da flotilha.
Em 1874, Pamphilo Manoel Freire de Carvalho, um capitão-tenente médico que vinha socorrer um brasileiro ser ferido na cidade argentina vizinha a Itaqui de Alvear, foi agredido por dois curandeiros de origem italiana em frente à polícia local, que não reagiu. Przewodowski, em reação, oficiou as autoridades argentinas repetidamente para entregar os agressores. Visto que não obteve reação, ordenou em 22 de junho que ambos os monitores da flotilha executassem bombardeios de hora em hora contra as aforas da cidade, até que, ao quarto disparo, uma comissão de residentes de Alvear foi a Itaqui negociar o cessar-fogo, que Przewodowski concedeu. O episódio causou uma crise diplomática entre ambos os países, resultando na exoneração de Przewodowski apesar de seu inocentamento pelo Conselho de Guerra. Przewodowski, contudo, foi heroizado pela população itaquiense, que o comemorou como patriota em sarau público em sua homenagem no ano seguinte, e ergueu um teatro em sua homenagem a partir de 1883, e posteriormente foi reintegrado como capitão de fragata pela Marinha, que passou a descrever suas ações como um ato de civismo. O episódio foi eternizado como o "Conflito de Alvear".
A flotilha foi extinta em 1906.